# Стівен Фрірз
Сті́вен Арту́р Фрірз (англ. Stephen Arthur Frears, нар. 20 червня 1941) — британський кінорежисер, лауреат кінопремій «Сезар», «Гойя» та «Срібного ведмедя» Берлінського кінофестивалю .

## Біографія та кар'єра
Стівен Артур Фрірз народився в місті Лестері (Англія). Навчався у приватній школі-інтернаті Грішема в Норфолку та на юридичному відділенні Триніті-коледжу Кембриджського університету (1960—1963). По закінченні університету працював асистентом Ліндсі Андерсона у лондонському Королівському придворному театрі та асистентом режисера у фільмах «Морган» (реж. Карел Рейш, 1966) та «Якщо…» (реж. Ліндсі Андерсон, 1968).
З кінця 1960-х Фрірз працював режисером і продюсером на BBC, знявши декілька десятків документальних та ігрових фільмів, а також здійснив низку екранізацій літературних творів різних авторів, зокрема кількох п'єс англійського актора і драматурга Алана Беннетта.
У 1971 році зняв свою першу повнометражну стрічку — пародійний комедійний детектив «Калоші» за участю Альберта Фінні.
У 1988 році Стівен Фрірз дебютував у Голлівуді, екранізувавши роман П'єра Шодерло де Лакло «Небезпечні зв'язки» (1988) за участі Гленн Клоуз, Мішель Пфайффер та Джона Малковича. Найпомітнішою роботою Фрірза у США став кримінальний трилер «Кидали» (1990), що приніс режисеру номінацію на «Оскар». У Голлівуді Фрірз зняв також комедію «Герой» (1992) з Дастіном Гофманом, фільм жахів «Мері Райллі» (1996) за участю Джулії Робертс та вестерн «Країна пагорбів і долин» (1998) за романом Марка Еванса (стрічка була удостоєна «Срібного ведмедя» на Берлінському кінофестивалі у 1999 році).
У 2006 році у Великій Британії Фрірз поставив фільм «Королева» про перші дні після трагічної смерті принцеси Діани. Стрічка отримала одразу декілька номінацій на премію «Оскар», а виконавиця головної ролі англійської королеви Єлизавети II Гелен Міррен була визнана найкращою акторкою.
У 2007 році Стівен Фрірз очолював журі 60-го Каннського кінофестивалю.
2016 року на екрани вийшов фільм режисера «Флоренс Фостер Дженкінс», де в головних ролях зіграли Ребекка Фергюсон і Меріл Стріп.

## Обрана фільмографія
- 1971 — Горіння / The Burning (к/м)
- 1971 — Калоші / Gumshoe
- 1979 — Мерзотники / Bloody Kids
- 1983 — Вальтер и Джун / Walter and June (ТБ)
- 1984 — Стукач / The Hit
- 1985 — Моя прекрасна пральня / My Beautiful Laundrette
- 1987 — Нагостріть ваші вуха / Prick Up Your Ears
- 1987 — Семмі і Розі роблять це / Sammy and Rosie Get Laid
- 1988 — Небезпечні зв'язки / Dangerous Liaisons
- 1990 — Кидали / The Grifters
- 1992 — Герой / Hero
- 1993 — Спритна / The Snapper
- 1996 — Мері Райлі / Mary Reilly
- 1996 — Фургон / The Van
- 1998 — Країна пагорбів і долин / The Hi-Lo Country
- 2000 — Фанатик / High Fidelity
- 2000 — Лайм / Liam
- 2002 — Брудні принади / Dirty Pretty Things
- 2003 — Угода / The Deal (ТБ)
- 2005 — Місіс Гендерсон представляє / Mrs. Henderson Presents
- 2006 — Королева / The Queen
- 2009 — Шері / Cheri
- 2010 — Чарівна Тамара / Tamara Drewe
- 2012 — Фортуна Вегаса / Lay the Favorite
- 2013 — Філомена / Philomena
- 2014 — Безіменний байопік Ленса Армстронга / Untitled Lance Armstrong Biopic
- 2015 — Програма / The Program

## Нагороди та номінації
| Рік  | Нагорода          | Категорія                                               | Результат |
| ---- | ----------------- | ------------------------------------------------------- | --------- |
| 1989 | Премія «Сезар»    | Найкращий фільм іноземною мовою («Небезпечні зв'язки»)  | Перемога  |
| 1990 | Премія «Оскар»    | Найкраща режисерська робота («Кидали»)                  | Номінація |
| 1995 | Премія «Гойя»     | Найкращий європейський фільм («Спритна»)                | Перемога  |
| 1996 | «Золота малина»   | Найгірший режисер («Мері Рейллі»)                       | Номінація |
| 1996 | Золотий ведмідь   | («Мері Рейллі»)                                         | Номінація |
| 1999 | «Срібний ведмідь» | Найкращу режисерську роботу («Країна пагорбів і долин») | Перемога  |
| 2003 | Премія BAFTA      | Найкраща драма («Угода»)                                | Перемога  |
| 2006 | Премія «Оскар»    | Найкращий режисер («Королева»)                          | Номінація |
| 2007 | Премія «Гойя»     | Найкращий європейський фільм («Королева»)               | Перемога  |

У 2009 році Стівен Фріз став Командором французького Ордена Мистецтв та літератури